# Feuerschwanz
Feuerschwanz (с нем. — «Огненный Хвост») — немецкая фолк-рок/метал-группа с элементами камеди-рока, основанная в 2004 году. Альбомы Memento Mori (2021) и Fegefeuer (2023) достигли первой позиции в немецком рейтинге топ 100 альбомов.
Группа записала ряд каверов, а в музыкальной прессе отмечается их высокое качество. В частности, журнал Metal Hammer хвалит кавер «Gimme! Gimme! Gimme! (A Man After Midnight)» на группу ABBA. Сборник каверов Todsünden вышел в 2022 году.

## Характеристики
Стиль
В 2020 году, после подписания контракта с Napalm Records и в преддверии выхода Das Elfte Gebot (2020), группа перешла от комедийного средневекового фолк-рока к более серьезному хэви-металу.
Лирика
Группа описывала свои ранние альбомы как «средневековую народную комедию», которая часто сочеталась с дерзкой лексикой, юмористическими текстами и инсинуациями. Хенрици отметил несоответствие между комедийным характером их музыки и немецкой аудиторией, особенно с более ранними работами группы, и сказал, что немцев «шокирует» юмор в песне.
Дизайн обложек

## История
2003–2013. Становление и ранние годы
У Питера Хенрици, в то время басиста группы Merlons Lichter, возникла идея создать комедийную средневековую рок-группу в 2000 году, поскольку он чувствовал, что жанр средневековый фолк-рок воспринимается слишком серьезно. Он вместе с Тобиасом Хайндлом, скрипачом Fiddler's Green, и Андре Линке, басистом, собрались вместе, чтобы сформировать Feuerschwanz. Вскоре после этого к группе присоединились Бастиан Бреннер и Ян Шиндлер, играющие на флейте и барабанах соответственно, а позже Шиндлер переключился на бас.
В ноябре 2005 года вышел их первый студийный альбом Prima Nocte. Вскоре после этого Хайндл покинул группу, его заменила Стефани Прахт на скрипке.
В январе 2007 года Бреннер покинул группу и его заменила Марина Реглер. Год спустя Реглер ушла, и её заменил Бенджамин Мецнер. Все трое взяли сценический псевдоним «Ходенгерц», а Мецнера в настоящее время называют «Ходенгерц III» или «Ходи».
В июне 2007 года вышел их второй студийный альбом Met und Miezen.
В 2008 году к группе присоединился гитарист Ханс Платц.
В апреле 2009 года Линке покинул группу, оставив Хенрици единственным членом-основателем, оставшимся в Feuerschwanz.
18 сентября 2009 года вышел их третий студийный альбом Metvernichter.
18 марта 2011 года вышел их четвертый студийный альбом Wunsch ist Wunsch.
31 августа 2012 года вышел их пятый студийный альбом Walhalligalli.
2014–2018. Десятый юбилей и рост популярности
25 апреля 2014 года группа дала свой десятый юбилейный концерт в E-Werk в Эрлангене. Во время выступления Хенрици объявил об уходе Шиндлера и о том, что его место займет Феликс Фишер. На сцене к группе присоединился музыкант Томас Линднер из Schandmaul. Запись живого концерта вышла 27 мая 2015 года.
19 сентября 2014 года вышел их шестой студийный альбом Auf's Leben.
21 мая 2015 года Feuerschwanz были исключены из списка групп, выступающих на фестивале Fairytale в университете Оснабрюка, и заменены на группу Reliquiae. Это было ответом на запланированные протесты студенческого сообщества против внешнего вида группы из-за предполагаемого женоненавистнического и сексистского содержания в сет-листе. В ответ группа выразила разочарование и подчеркнула сатирический характер своей музыки.
19 августа 2016 года вышел их седьмой студийный альбом Sex is Muss. На сегодняшний день этот альбом стал одним из их самых популярных альбомов, попав в топ-100 официальных немецких музыкальных чартов под номером 7.
17 августа 2018 года вышел их восьмой студийный альбом Methämmer. Он достиг 6 места в официальных музыкальных чартах Германии.
2019-настоящее время. Подписание контракта с Napalm Records
В июне 2019 года группа подписала контракт с Napalm Records.
26 июня 2020 года вышел их девятый студийный альбом Das Elfte Gebot. Это был первый альбом, выпущенный на виниловой пластинке. В тот же день группа провела концерт под открытым небом под названием 11:O:A в замке Абенберг; однако из-за ограничений COVID-19 в Германии на тот момент физических посетителей не было, и концерт транслировался в прямом эфире на официальном канале Napalm Record на YouTube.
9 июня 2021 года группа объявила в Facebook, что после шестнадцати лет совместного творчества уходит барабанщик сэр Ланцефлотт (Грусс). У группы не было преемника, который мог бы заменить его, и на предстоящих концертах на барабанах будут играть различные приглашенные музыканты, пока они будут искать замену.
14 августа 2021 года группа Megaherz объявила в Facebook об уходе своего барабанщика Рольфа Херинга и сообщила, что он стал новым барабанщиком Feuerschwanz.
30 декабря 2021 года вышел их десятый студийный альбом Memento Mori. Продюсер группы Саймон Майкл занял место барабанщика, так как на момент записи позиция все еще была вакантной. Альбом занял 1 место в официальных немецких чартах 7 января 2022 года.
21 июля 2023 года вышел их одиннадцатый студийный альбом Fegefeuer. 28 июля 2023 года альбом занял 1 место в официальных немецких чартах.
3 мая 2024 вышел их первый англоязычный, и двенадцатый по счёту альбом Warriors, в который вошли адаптированные версии песен из трёх последних альбомов.

## Участники
Текущий состав
- Гауптманн Фойершванц (Питер Хенрици) — вокал, гитара (2003—н. в.)
- Принц Р. Ходенгерц "Ходи" III (Бенджамин Мецнер) — вокал, гитара, флейта (2007—н. в.)
- Йоханна фон дер Фёгельвейде (Стефани Прахт) — скрипка (2005—н. в.)
- Ганс Вертикальный (Ганс Плац) — электрогитара (2008—н. в.)
- Ролло Х. Шенхаар (Рольф Геринг) — ударные (2021—н. в.)
- Ярне Ходинссон (Ян Ямашик) — бас (2018—н. в.)
- Мизе Миу (Дженни Диль) — арфа, танцовщица (2012—н. в.)
- Мизе Муш-Муш — танцовщица (2006—н. в.)

Бывшие участники
- Эйси (Андре Линке) — бас (2003–2009)
- Вальтер фон дер Фёгельвейде (Тобиас Хайндль) — скрипка (2003–2005)
- Сэр Ланцефлотт (Роберт Грусс) — ударные (2005–2021)
- Ричард Ходенгерц I (Бастиан Бреннер) — флейта, гитара (2004–2007)
- Der Knappe (Ян Шиндлер) — перкуссия, бас, вокал (2004–2014)
- Феликс Таугеникс (Феликс Фишер) — бас (2014–2018)
- Ронья Ходенгерц (Марина Реглер) — флейта, гитара (2006–2007)

Временная шкала

## Дискография
Альбомы
- Prima Nocte (2005)
- Met und Miezen (2007)
- Metvernichter (2009)
- Wunsch ist Wunsch (2011)
- Walhalligalli (2012)
- Auf's Leben! (2014)
- Sex is Muss (2016)
- Methämmer (2018)
- Das Elfte Gebot (2020)
- Memento Mori (2021)
- Fegefeuer (2023)
- Warriors (2024)

Прочее
- ...des Hauptmanns geiler Haufen (2004) — демо
- Drachentanz Live (2008) — живой альбом
- 10 Jahre - Live (2015) — живой альбом
- Best Of (2019) — сборник
- Original Album Classics (2020) — бокс-сет, содержащий 5 альбомов 2012-2018гг.
- Kaufmann und Maid (2020) — сингл
- Die letzte Schlacht (2021) — живой альбом (CD + 2DVD + 2 blu-rays)
- Schubsetanz (Black Metal Version) (2021) — сингл
- Amen & Attack (2021) — сплит-сингл с группой Powerwolf
- Untot im Drachenboot (2021) — сингл
- Gimme! Gimme! Gimme! / The Final Countdown (2022) — сингл
- Todsünden (2022) — сборник каверов

Изданные немецким журналом Metal Hammer
- Maximum Metal Vol. 256 (2020) - сплит
- Maximum Metal Vol. 265 (2021) - сплит
- Maximum Metal Vol. 267 (2021) - сплит
- Maximum Metal Vol. 275 (2022) - сплит
- Maximum Berserker (2023) - сборник
- Maximum Metal Vol. 285 (2024) - сплит